# 11132 Horne
11132 Horne è un asteroide della fascia principale. Scoperto nel 1996, presenta un'orbita caratterizzata da un semiasse maggiore pari a 3,1392958 UA e da un'eccentricità di 0,1170765, inclinata di 4,21045° rispetto all'eclittica.